# Ecclesiologia
L'ecclesiologia è lo studio sulla Chiesa, la comunità dei credenti in Cristo. È lo studio organico e sistematico della natura e della missione universale della Chiesa, alla luce della Rivelazione, della Tradizione e del Magistero. È inserita all'interno della dogmatica e si pone in stretto collegamento con le altre discipline teologiche, in particolare con la trinitaria, la pneumatologia, la cristologia, l'antropologia e l'escatologia.
La parola ecclesiologia deriva dalla parola greca ἐκκλησία (ekklesia), che nel mondo classico e in ambito politico indicava l'assemblea di cittadini, adulti e liberi, convocata per questioni civili; era l'assemblea della pólis. In Numeri 10:1-3 l'ebraico qahal indica l'assemblea santa delle tribù di Israele convocata dal Signore.
Nel Nuovo Testamento si precisa con il significato attuale di Chiesa come comunità dei cristiani. Questa parola è passata così com'è in latino, trascritta ecclesia con lo stesso significato religioso. Da essa è derivato il termine ecclesiologia intesa come lo studio sistematico di tutto ciò che riguarda la Chiesa cristiana.
Alcuni fra gli aspetti importanti dell'ecclesiologia sono:
- Strutture dell'ecclesiologia nella Sacra Scrittura: ecclesiologia veterotestamentaria ed ecclesiologia neotestamentaria.
- La Chiesa e lo sviluppo storico-dogmatico.
- Il senso della Chiesa.
- La Chiesa come segno e strumento di salvezza.
- Le note essenziali della Chiesa consegnate nel Simbolo degli Apostoli: una, santa, cattolica, apostolica.

L'oggetto dell'ecclesiologia è l'essere e il ruolo della Chiesa nel mondo e dei cristiani all'interno di essa. Nella Chiesa cattolica l'ecclesiologia si orienta sulla scia dei documenti conciliari: la Lumen gentium e la Gaudium et spes. Con l'ecclesiologia abbiamo una riflessione metodica e critica sulla Chiesa, la quale vivendo nella storia, subisce trasformazioni che richiedono di essere giustificate in rapporto sia al suo momento sorgivo e fondativo, mediato dai testi del Nuovo Testamento, sia alle situazioni storiche. Le trasformazioni che avvengono nella comunità dei credenti, si realizzano mediante modelli, immagini, concetti, categorie, mutuati dalla cultura circostante, scelti per esplicitare la coscienza che la Chiesa ha della sua realtà in un determinato tempo.
Testo biblico chiave sull'ecclesiologia è Atti 2:42: "Essi erano assidui nell'insegnamento degli apostoli, nella comunione, nella frazione del pane e nelle preghiere".
(Alister McGrath, Teologia cristiana, Claudiana, Torino, 1994,1997, p. 461.)

## Storia
La Chiesa del primo millennio si ricomprende nelle categorie di mistero e comunione: mistero cristologico che la Chiesa rivela a tutti i popoli e comunione trinitaria di carità.
L'ecclesiologia del IV e V secolo è rivolta ad extra a definire il tema della Trinità (Concilio di Nicea del 325 e Concilio di Costantinopoli del 381) e dell'Incarnazione del Verbo (Concilio di Efeso del 431 e di Calcedonia del 451).
La persecuzione dei cristiani nell'impero romano iniziò con Nerone nel 64. Come riferisce Tertulliano (Apologeticum 5), i cristiani, pur pagando le tasse e obbedendo alle leggi civili, adoravano Dio senza il permesso del Senato romano e rifiutavano di prestare culto agli dèi pagani tradizionali e al genio dell'imperatore, che pretendeva di essere adorato al posto di Dio. Essi vivevano secondo il precetto dell'amore e della ricerca del martirio, inteso come massima partecipazione alla sofferenza terrena e alla futura glorificazione da parte di Cristo. Già nel II secolo erano stimati per la loro sapienza ed era loro riconosciuto il diritto di possedere beni. Il loro numero aumentava e, nella prima metà del III secolo, il cristianesimo era una delle religioni principali dell'impero. La Lettera a Diogneto testimoniò questa fase di integrazione della Chiesa nel mondo, tramite una rivoluzione pacifica che inseriva i germi del Vangelo nelle diverse culture con cui veniva a contatto.
La patristica elaborò diverse immagini bibliche della Chiesa: la nave nel mare del mondo avente la Croce di Cristo al centro come albero maestro; l'arca di Noè, preservata dalle porte degli Inferi (Matteo 16,17-19) come il patriarca lo fu dal diluvio; la barca di San Pietro che da pescatore di pesci divenne pescatore di cristiani (ichthys); il nuovo popolo di Dio; la Sposa di Cristo e casta meretrice (sant'Ambrogio); Madre (Isaia 66,10-14 e san Cipriano: "Nessuno ha Dio come Padre se non ha la Chiesa come Madre) e tunica di Cristo senza cuciture, indicante l'unità delle membra del Corpo mistico di Cristo; colonna e fondamento della verità (1 Tm 3,15), incentrata sull'episcopato di cui Iremneo fornisce la genealogia episcopale per il caso romano; il Corpo mistico, nel senso di armonia tra le membra nei diversi carismi (Romani 12 e 1 Cor), sia come Corpo di cui Cristo è il Capo che offre sé stesso, amando come la propria carne la Sposa a Lui sottomessa (Efesini 5,21-33 e Colossesi).
Se le immagini neotestamentarie hanno valenza eterna, la situazione politico-religiosa mutò radicalmente nel IV secolo.
Con l'editto di Costantino (313) e poi con quello di Teodosio (380) la Chiesa, divenuta unica religio licita dell'impero, iniziò ad assorbirne le strutture e a costituirsi come Imperatrix et Domina: dalla Chiesa-mistero alla Chiesa-impero (Fries). La svolta costantiniana segnò il rischio di una identificazione della Chiesa con il mondo, perdendo di vista la propria missione salvifica e dando luogo ad abusi: il Papa fu equiparato all'imperatore e i vescovi a dei funzionari statali, mentre gli edifici di culto vecchi e nuovi erano usati dai cristiani.
Una prima fase, che va dal IV secolo a Carlo Magno, fu caratterizzata dalla ricerca dell'identificazione tra Chiesa e impero. Con la caduta dell'Impero romano d'Occidente nel 476, l'Europa fu per due secoli preda delle invasioni barbariche. La Chiesa rimase l'unico punto di riferimento istituzionale per i cittadini, trovandosi spesso a supplire alle funzioni dello Stato, in particolare con papa Gregorio Magno. 
Vincitrice nel conflitto con l'impero, la Chiesa gregoriana si prolungherà fino al Concilio di Trento, con qualche periodo di supremazia dell'impero sulla Chiesa.
Carlo Magno (m. 814) si comportò come Pontefice Massimo, nominando vescovi e istituendo scuole cattedrali nell'impero, scivolando verso una supremazia dello Stato. Forte di papi poco capaci politicamente e moralmente reprensibili, la dinastia ottoniana (X e XI sec.) influì sull'elezione del Romano Pontefici e sugli affari delle Chiese locali. 
A questa tendenza si oppose il movimento cluniacense e papa Leone IX (m. 1054), che indisse sinodi riformatori. Alla fine dell'XI secolo, esplose la lotta per le investiture, legata alla nomina del vescovo di Milano e durata fino alla fine del XII secolo: con deposizioni e scomuniche, papa Gregorio VII avversò la simonia e i matrimoni dei chierici, teorizzando la supremazia del Papa sull'imperatore: il Papa era imperatore del mondo, signore universale e assoluto del popolo cristiano, mentre i re e i principi erano suoi servitori. L'allegoria del Sole e della Luna fu riletto nel senso che il papato è il sole che brilla di luce propria, mentre l'impero è assimilato alla Luna che brilla della sua luce riflessa. Similmente, l'allegoria delle due spade (Luca 22,38) fu interpretata nel senso che il papato ha un braccio spirituale ed uno secolare che viene donato all'impero.
Iniziò una fase di predominio della Chiesa sullo Stato che durò per tutto il XIII secolo. 
Il XIV secolo fu caratterizzato dalla dissoluzione dell'unità tra Stato e Chiesa. Emersero la decadenza del Sacro Romano Impero, un disagio nei confronti del potere temporale della Chiesa, un sentimento nazionalistico (in Francia, Spagna e Inghilterra) che porta al rifiuto di pagare i tributi a Roma. Marsilio da Padova (m. 1342) teorizzò che i chierici non dovessero avere alcun potere temporale, limitandosi ad amministrare la Penitenza e l'Eucaristia, sottomettendosi per il resto alle leggi dei capi politici voluti da Dio. 
Sempre nel XIV secolo, con la bolla Unam Sanctam di Bonifacio VIII nascono i trattati De ecclesia in cui si  vuole difendere la legittimità del potere papale.
Il nazionalismo, la critica al potere temporale della Chiesa, l'esaltazione del laicato e la negazione della gerarchia, l'affermazione del primato della Scrittura sul Magistero furono elementi che anticiparono la Riforma luterana.
Lo scandalo delle indulgenze diede avvio all'affissione delle 95 tesi di Lutero (1521). Il rifiuto della prassi delle indulgenze fece emergere una critica di fondo alla gerarchia della Chiesa. Lutero affermò i cinque sola, sostenendo che la salvezza non avviene per merito delle opere, ma per fede e grazia concessa da Dio ai predestinati. Il principio del sola Scriptura riduceva la Rivelazione divina alla Bibbia, negando la veridicità della Sacra Tradizione e del Magistero, così come della ragione naturale e filosofica. Dal punto di vista ecclesiologico, l'Ordine sacro non era più riconosciuto come sacramento: tutti i cristiani sono sacerdoti in virtù del battesimo e i pastori sono dei semplici delegati della comunità. Quest'ultima svolge un ruolo centrale in quanto può giudicare tutte le dottrine, istituire e deporre i suoi ministri. Con il sant'Agostino de La città di Dio, Lutero enfatizzò il carattere invisibile della Chiesa nascosta (abscondita), spingendosi a indentificarli con la comunità dei predestinati di Dio.
In risposta alla Riforma protestante, il Concilio di Trento affermò la Chiesa come istituzione visibile che aveva il mandato di custodire e trasmettere il Vangelo, nonché di celebrare i sacramenti, intendendo l'Eucaristia non come ricordo, ma come rinnovamento e presentificazione incruenta sull'altare del sacrificio della Croce.
Nel XVI secolo il papato sviluppò un metodo apologetico e giuridico teso a dimostrare che la Chiesa cattolica romana era l'unica vera Chiesa visibile di Cristo, facendo un uso prevalente della ragione sulla fede e prossimo a quello della filosofia. La demonstratio catholica avrebbe poi caratterizzato la manualistica cattolica fino alla prima metà del XX secolo. Si voleva dimostrare che le caratteristiche (notae) del Credo niceno (una, santa, cattolica, apostolica) si ritrovavano soltanto nella Chiesa cattolica romana e che i protestanti non avevano alcuna caratteristica di Chiesa, rifiutandosi il loro primato della Parola di Dio, il primato della comunità e il carattere invisibile della Chiesa. I temi dominanti erano: l'origine divina della struttura gerarchica e monarchica, il primato petrino, il suo essere una-santa-cattolica-apostolica, la necessità della Chiesa per conseguire la salvezza.
Tra la fine del XVI secolo e l'inizio del XVII san Roberto Bellarmino descrisse la Chiesa come "un gruppo di persone tanto visibile e palpabile quanto il gruppo di persone che formano il popolo romano, il regno della Francia o la Repubblica di Venezia" L'espressione ebbe particolare successo e fu un punto di riferimento imprescindibile dell'ecclesiologia cattolica fino al Vaticano I.
Tra la seconda metà del XVII secolo e per tutto il XVIII secolo, vi fu a livello politico una ricerca diffusa della pace e dell'armonio delle nazioni, sottesa da un ottimismo della ragione, fiduciosa nelle capacità umane e nella bontà originaria dello stato di natura. L'Illuminismo criticò il cristianesimo come religione rivelata e dogmatica, contrapposta alla propria religione naturale, razionalista e universalistica che proponeva il concorso comune alla tolleranza e alla conciliazione sulla base di alcune verità condivise (Dio, immortalità, libertà, premio del bene, beatitudine eterna), rigettandosi le identità nazionali e le religioni particolari. La Rivelazione soprannaturale e l'elemento misterico erano banditi dalla Religione entro i limiti della pura ragione di Kant (1724-1804). La Chiesa fu vista come istituzione orale che educa alla ragione, pace e virtù e i Sacri Pastori come giudici e maestri del loro gregge.
Nel XVIII secolo si fece strada la definizione (parziale) della Chiesa come societas iuridica hierarchica perfecta inequalis (società giuridica gerarchica perfetta e ineguale).
Tale nozione fu accolta dal Concilio Vaticano I e da san Pio X e si basava sull'idea della Chiesa come istituzione esteriore, visibile e giuridica, concepita nel Medioevo come societas perfecta, con l'aggiunta dell'aspetto gerarchico/verticistico/monarchico del primato petrino della Chiesa gregoriana, che rendeva per definizione ineguali i comuni fedeli rispetto al Papa.
Nell'Inghilterra e nella Germania del XIX secolo emerse un'ecclesiologia che risentiva del Romanticismo, attento al folklore, quindi un'idea di Chiesa che cresce non solo con la ragione, ma con il sentimento interiore della fede e della pietà, dando vita alle espressioni di culto a Dio e di carità del popolo cristiano.
Personalità di spicco dell'ecclesiologia di questo periodo, Johann Adam Möhler (Scuola di Tubinga) scrisse L'unità della Chiesa (1825) in cui affermò che lo Spirito Santo anima la Chiesa dal di dentro, le assicura l'unità e sostiene i credenti nella vita di fede, speranza e carità. Nell'opera Simbolica (1825) sostenne che la Chiesa ha una duplica componente umano-divina, sia visibile che invisibile, come il Verbo incarnato di cui è il prolungamento nella storia con gesti e parole umani.
Altra personalità eminente del cattolicesimo del XIX secolo fu il cardinale John Henry Newman (1801-1890) che, dopo la conversione al cattolicesimo, identificò nella Chiesa romana la realtà che aveva conservato la fede delle origini, soprattutto con la vita di fede, pietà e di carità. Definì la Chiesa come il popolo di Dio che porta avanti la verità con un senso di fede che non può mai venire meno.
Dal 1869 al 1870 ebbe luogo il Concilio Vaticano I.
La costituzione dogmatica Pastor Aeternus definì il dogma dell'infallibilità papale e il suo primato di giurisdizione sulla Chiesa universale e su quelle particolari. Il documento fu il risultato di un compromesso fra due correnti opposte: gli ultramontanisti e papalisti che volevano una proclamazione dell'infallibilità del Papa in quanto persona e di qualsiasi sua dichiarazione; una corrente di vescovi che desideravano limitare l'infallibilità alle sole dichiarazioni solenne, subordinandole al consenso della maggioranza dei vescovi. Quest'ultimo aspetto non fu accolto e il Papa fu dichiarato infallibile quando parla ex cathedra in materia di fede e di morale.
Il documento rafforzava il prestigio del papato proprio nel momento in cui, con la breccia di Porta Pia, la Chiesa stava perdendo il proprio potere temporale. Il Sillabo di Pio IX (1864) potenziò la centralizzazione del sistema curiale, determinando un'ecclesiologia che identificava la Chiesa con la Curia romana e le sue strutture.
L'interesse teologico per la comunità ecclesiale caratterizzò il Novecento, iniziato col "risveglio della Chiesa nelle anime" e conclusosi come il "Secolo della Chiesa".
Nei primi decenni di questo secolo iniziò un approfondimento teologico nel campo biblico, patristico, liturgico ed ecumenico. Il Movimento liturgico e il ritorno alle fonti favorirono una nuova impostazione dell'ecclesiologia da cui presero le mosse i documenti del Concilio Vaticano II.
Vi confluirono quattro principali indirizzi ecclesiologici:
- storico-giuridico: concezione che dal Medioevo arriva al Vaticano I, passando per il Concilio di Trento. Gli elementi fondamentali sono il Mandato apostolico e la visibilità esteriore della Chiesa-società. Si riflette nel terzo capitolo della Lumen gentium;
- sacramentale: legata non tanto al Gesù storico quanto al Cristo celeste. Egli vivifica la Chiesa col dono dello Spirito Santo e si rende presente con l'attualizzazione del sacrificio della croce sugli altari. Cristo appare il fondatore, il Capo, il Redentore e il sostentatore del suo Corpo che è la Chiesa. La concezione ebbe eco nella Mystici Corporis (9143), nella Sacrosanctum Concilium (n. 7) e nella Lumen gentium che, al n. 1, descrive la Chiesa come "sacramento, cioè segno e strumento dell'intima unione con Dio e dell'unità di tutto il genere umano";
- carismatico: enfatizza l'opera santificatrice dello Spirito Santo Dio nella Chiesa mediante i Suoi doni, detti anche carismi. Sottolinea il ruolo dei laici, del sacerdozio comune o battesimale, affermando l'infallibilità dell'intero popolo di Dio, inclusa la gerarchia (LG 12);
- ecumenico-missionaria: intende la Chiesa come realtà in missione e in dialogo col mondo e le altre religioni in cui vede elementi di verità e santificazione esterni alla Chiesa romana (LG 8, nn. 14-16). Fu recepita dalla Gaudium et spes sulla Chiesa nel mondo contemporaneo, dal decreto Ad gentes sull'attività missionaria, dalla Unitatis redintegratio sull'ecumenismo e dalla dichiarazione Nostra aetate sulle religioni non cristiane.

Il Vaticano II fu il primo concilio della Chiesa sulla Chiesa, come lo descrisse Karl Rahner. La costituzione apostolica Lumen gentium, il documento più importante prodotto dal Vaticano II, dopo la Pastor Aeternus, fu la seconda costituzione dogmatica sulla Chiesa ad essere promulgata nella storia secolare dei concili. Essa fu il primo documento conciliare dedicato al tema dei laici e il più esteso compendio di mariologia mai elaborato da un concilio. Il Sinodo Straordinario del 1985 ha dichiarato "l'ecclesiologia di comunione come l'idea centrale del Concilio Vaticano II". Oltre alla koinonia, la diakonia (servizio, ministerialità, cfr. LG cap. III) e martyria (testimonianza) sono le altre due dimensioni fondamentali della Chiesa individuate dal concilio.